# Spyro Reignited Trilogy
Spyro Reignited Trilogy é um jogo da série de jogos Spyro, desenvolvido pela Toys for Bob e publicado pela Activision. É uma coleção de Remake dos três primeiros jogos da série: Spyro the Dragon (1998), Ripto's Rage! (1999) e Year of the Dragon (2000). Foi lançado para PlayStation 4 e Xbox One em novembro de 2018 e para Microsoft Windows e Nintendo Switch em setembro de 2019.

## Jogabilidade
Spyro Reignited Trilogy é uma remasterização da trilogia Spyro original desenvolvida pela Insomniac Games para PlayStation. Cada jogo possui a plataforma 3D com o protagonista Spyro, um dragão roxo juvenil, que tenta restaurar a paz em um conjunto de mundos específicos para cada jogo, derrotando inimigos. O ajudante de Spyro, uma libélula chamada Sparx, atua como sua saúde, defendendo-o de um número limitado de ataques inimigos. Além disso, os jogos apresentam vários itens colecionáveis que devem ser adquiridos para progredir, como jóias, que também funcionam como moeda, e ovos de dragão.
Spyro Reignited Trilogy tenta permanecer fiel à jogabilidade dos jogos originais. Cada nível é projetado para corresponder ao tamanho e layout dos níveis nos originais. Alguns recursos, presentes em apenas um ou dois da trilogia original, foram unificados em todos os três jogos.
A remasterização também fez algumas alterações no conteúdo dos originais que não foram mais consideradas adequadas. Alguns inimigos no primeiro jogo, por exemplo, empunhavam armas semiautomáticas, sendo substituídas por armas de paintball na versão Reignited. Além disso, um personagem gênio em Ripto's Rage! teve seu nome alterado de "Bombo" para "Bob the Flagkeeper" para evitar a referência a um estereótipo de árabes e muçulmanos comum desde antes da publicação do jogo original.
No entanto, a maioria das diferenças do jogo em relação aos originais giram em torno de melhorias na qualidade de vida. Todas as falas de Spyro foram regravadas por Tom Kenny em todos os três jogos de Reignited. Os gráficos visuais foram reformulados e os personagens não jogáveis receberam personalidades mais distintas e variadas. A trilha sonora também foi regravada, com a opção de reproduzir versões "dinâmicas" das novas gravações, onde o tempo é ajustado com o movimento do Spyro, ou voltar para as gravações originais.

## Desenvolvimento
As discussões sobre um possível revival de Spyro the Dragon começaram já em 2014. Em julho de 2014, o ex-presidente da Sony Computer Entertainment, Andrew House, afirmou que sua equipe estava considerando trazer o Spyro de volta, acrescentando que ele acreditava que fãs de longa data estariam interessados em revisitar um personagem de sua juventude. Mais tarde naquele mesmo ano, o CEO da Insomniac Games, Ted Price, também afirmou que fazer um novo jogo Spyro era uma possibilidade. Em 2017, a desenvolvedora Vicarious Visions declarou que estava ciente de quão alta era a demanda popular por um revival da trilogia Spyro clássica após o lançamento de seu remaster anterior, Crash Bandicoot N. Sane Trilogy.
A realização dos remakes do Spyro foi originalmente provocada em abril de 2018, quando vários meios de comunicação receberam um pacote com um ovo roxo de alguém sob o pseudônimo de "Falcon McBob". A Trilogia Reignited foi oficialmente revelada alguns dias depois, em 5 de abril de 2018. Após ter sido inicialmente agendado para lançamento em 21 de setembro de 2018, foi adiado e lançado em 13 de novembro do mesmo ano. O lançamento físico de Reignited Trilogy contém o jogo completo de Spyro the Dragon, bem como um subconjunto de níveis de Ripto's Rage! e Year of the Dragon. Os dados restantes devem ser baixados como parte de uma atualização no jogo. Na E3 2019, versões para Microsoft Windows e Nintendo Switch foram anunciadas e lançadas em 3 de setembro de 2019.
Ao contrário da trilogia N. Sane, o desenvolvimento da trilogia Reignited foi um esforço mais colaborativo entre Toys for Bob e Insomniac Games. Nos estágios iniciais de planejamento, a equipe da Toys for Bob trouxe seus esboços conceituais do personagem titular para a equipe original e manteve várias discussões sobre como o personagem deveria se parecer, com contribuições especialmente fortes de Ted Price. Um dos principais objetivos da trilogia Reignited, de acordo com o diretor de arte Josh Nadelberg, era "acertar o Spyro". Isso envolveu submeter o modelo do Spyro a rigorosos testes de estresse para explorar a gama de emoções e expressões que poderiam ocorrer antes e depois das discussões com a equipe da Insomniac. Como a Insomniac Games não podia fornecer código-fonte ou recursos originais para usar como referência, a Toys for Bob utilizou uma ferramenta de emulação interna chamada "Spyro-scope", que mostrava os esquemas da geometria de um nível e revelava padrões do inimigo.
Tom Kenny, que dublou Spyro no original Ripto's Rage e Year of the Dragon, reprisou seu papel em Spyro Reignited Trilogy após 16 anos com linhas de voz regravadas, incluindo o primeiro jogo em que Spyro foi originalmente dublado por Carlos Alazraqui. Stewart Copeland, o compositor da trilogia original, escreveu um novo tema principal para a compilação, embora não tenha escrito nenhuma outra faixa nova para o projeto. O resto da trilha sonora de Copeland para a trilogia foi regravada por Stephan Vankov, um funcionário da Toys for Bob, com a opção de escolher livremente entre as duas trilhas sonoras no jogo. Os controles foram atualizados para plataformas modernas de várias maneiras importantes, como disparar fogo definido para o botão direito traseiro e controle da câmera definido para o analógico direito, com uma opção de reverter o esquema de controle original em qualquer ponto do menu de pausa. Reignited Trilogy usa o motor de jogo Unreal Engine 4. O jogo também recebeu assistência para o desenvolvimento da Sanzaru Games, cujas contribuições anteriores incluem a produção de The Sly Collection.

## Recepção
Spyro Reignited Trilogy recebeu críticas favoráveis em todas as plataformas em que foi lançado, de acordo com o agregador de críticas Metacritic. Vários aspectos do jogo foram elogiados, como o visual atualizado, a atenção aos detalhes e a fidelidade à trilogia original. Jonathon Dornbush da IGN elogiou a atenção do jogo aos detalhes, notando tanto o nível de design, com "horizontes lindos" e layouts "puros e precisos quanto ao original", e atualizações de personagens, como personagens não jogáveis exibindo personalidades mais únicas e expressivas.  Mitch Wallace, da Forbes, também destacou os detalhes do jogo, chamando os níveis de "fantasia infantil tornada jogável", ao mesmo tempo que elogiou a capacidade da Toys for Bob de recriar fielmente os jogos, apesar de não ter acesso ao código-fonte original. Chris Moyse, do Destructoid, elogiou a trilha sonora do jogo por sua regravação, aspecto "dinâmico" em que o tempo se ajustou para corresponder à atividade de Spyro e a opção de mudar para as gravações originais.
O jogo foi criticado por problemas como longos tempos de carregamento, glitches e problemas com frames. Mitch Wallace notou todos esses aspectos, chamando os tempos de carregamento em particular de "um pouco inaceitáveis" por serem "um pouco mais longos" que os dos jogos originais, apesar de terem sido produzidos duas décadas depois para consoles mais avançados. Moyse notou que o jogo, ao permanecer fiel, reteve algumas das falhas do jogo original, particularmente os objetivos gerais "brandos" e lineares. Jeremy Winslow da Slant reiterou essa crítica, chamando Ripto's Rage e Year of the Dragon de "meras reskins" do primeiro jogo, frames inconsistentes e os controles "escorregadios" do jogo.
Embora a editora Activision não tenha divulgado os números das vendas, ela afirmou que Spyro Reignited Trilogy "teve um bom desempenho" em seu lançamento inicial. No Reino Unido, o jogo alcançou o primeiro lugar na tabela de vendas de todos os formatos na primeira semana. Embora tenha vendido menos que o Pokémon: Let's Go, vendeu mais do que as versões Pikachu e Eevee individualmente. Foi também o jogo de PlayStation 4 mais vendido em sua primeira semana na Austrália.
Spyro Reignited Trilogy ganhou o prêmio de "Family/Kids Title of the Year" no Australian Games Awards, e foi indicado para o Freedom Tower Award de Melhor Remake no New York Game Awards, por "Game, Classic Revival" no National Academy of Video Game Trade Reviewers Awards, e por "People's Choice" no Italian Video Game Awards.